# Miejscowości Norfolku
Według danych oficjalnych pochodzących z 2011 roku Norfolk (terytorium zależne Australii) posiadał 9 miejscowości. Stolica Kingston jest największą miejscowością, w niej mieszka blisko 2/3 mieszkańców wyspy.

## Największe miejscowości na Norfolku
Największe miejscowości na Norfolku według liczebności mieszkańców (stan na 09.08.2011):
| L.p. | Miasto     | Wyspa          | Liczba ludności |
| ---- | ---------- | -------------- | --------------- |
| 1.   | Kingston   | Norfolk Island | 917             |
| 2.   | Burnt Pine | Norfolk Island | 180             |

## Alfabetyczna lista miejscowości na Norfolku
Spis miejscowości Norfolku według danych szacunkowych z 2011 roku:
- Anson Bay
- Bumboras
- Burnt Pine
- Cascade
- Kingston
- Longridge
- Middlegate
- Rocky Point
- Steeles Point